# Pietraperzia

Ubicació de Pietraperzia dins de la província

Pietraperzia (sicilià Petrapirzia) és un municipi italià, dins de la província d'Enna. L'any 2007 tenia 7.307 habitants. Limita amb els municipis de Barrafranca, Caltanissetta (CL), Enna, Mazzarino (CL), Piazza Armerina i Riesi (CL).

## Administració
| Període | Identitat           | Partit        |
| ------- | ------------------- | ------------- |
| 2005-   | Catarina Bevilacqua | Llista cívica |